# Microceratus
Microceratus (лат.), ранее известный как микроцератопс (лат. Microceratops), — род динозавров из инфраотряда цератопсов, живших во времена позднемеловой эпохи на территории современного Китая и Монголии. Один из самых маленьких птицетазовых динозавров. 
Длина тела составляет от 50 до 76 см. Имел костный воротник, прикрывавший шею. Передвигался на двух ногах и был растительноядным.

## История открытия и изучения
Первые окаменелости Microceratus были обнаружены китайско-шведскими экспедициями 1927—1931 годов в провинции Ганьсу. В 1953 году шведский палеонтолог Андерс Биргер Болин описал находку как типовой вид Microceratops gobiensis. В 2008 году Октавио Матеуш переименовал род в Microceratus. Родовое название образовано от древнегреческого слова mikros — «маленький» и -ceratus — латинизированная форма древнегреческого слова κέρας — «рог». Несмотря на переименование, типовой вид Microceratops gobiensis остается валидным. Видовой эпитет относится к пустыне Гоби.
Точный возраст окаменелостей не определён, но обычно их датируют кампаном— маастрихтом (около 83,6—66,0 млн лет назад).

## Систематика
Род описан в 1953 году, но в 2008 году было обнаружено, что родовое название Microceratops принадлежит роду вымерших насекомых Microceratops Seyrig, 1952, поэтому род переименовали в Microceratus. Систематики не пришли к единому мнению, к какому таксону отнести род: большинство относят его к семейству Protoceratopsidae, но по данным 2008 года он включён непосредственно в инфраотряд цератопсов.
По данным сайта Fossilworks, на июль 2017 года в род включают 1 вымерший вид:
- Microceratus gobiensis (Bohlin, 1953), синонимы[5]:
  - Microceratops gobiensis Bohlin, 1953
  - Microceratops sulcidens Bohlin, 1953
  - Mioroceratops gobiensis (Bohlin, 1953), orth. var.